# Nick Fury: Agent of S.H.I.E.L.D. (película)
Nick Fury: Agente de S.H.I.E.L.D. es una película para televisión basada en Nick Fury, personaje de Marvel Comics. Se emitió por primera vez el 26 de mayo de 1998, en Fox con un presupuesto de 5,80k dólares y 4 millones en publicidad. Inicio su producción en marzo de 1996. Recaudación del de 6 millones de dólares con ventas de VHS; se desconocen datos en carteleras.
Dirigida por Rod Hardy y escrita por David S. Goyer, la película está protagonizada por David Hasselhoff como Fury, un super espía retirado que se acercó para volver al deber de acabar con la organización terrorista HYDRA, que amenazan con atacar a Manhattan con un patógeno que han restituido, conocido como virus de la Cabeza de la Muerte. Lisa Rinna interpreta a la Contessa Valentina "Val" Allegra de Fontaine, y Sandra Hess interpreta a Andrea von Strucker / Víbora. En España fue emitida por Antena 3 Televisión en un horario de máxima audiencia, por la noche y bajo un título que despistó a los telespectadores: Objetivo: Manhattan. Fue lanzado en DVD el 30 de septiembre de 2008 y blue Ray en 2011 por fox movies studio.

## Argumento
Nick Fury, retirado, se acerca para regresar al deber de acabar con los agentes de la organización terrorista HYDRA, dirigido por los niños de Barón Wolfgang von Strucker, un viejo enemigo suyo. HYDRA ha reconstituido. Un patógeno conocido como el virus de la Cabeza de la Muerte, y amenaza con atacar Manhattan con él, a menos que le paguen US$ 1000 millones,

## Elenco
- David Hasselhoff como Nick Fury.
- Lisa Rinna como Contessa Valentina "Val" Allegra de Fontaine.[1]
- Sandra Hess como Andrea von Strucker / Víbora.
- Neil Roberts como Alexander Pierce.
- Garry Tiza como Timothy Aloysius "Dum-Dum" Dugan.
- Tracy Waterhouse como Kate Neville.
- Tom McBeath como director general Jack Pincer.
- Ron Canadá como Gabriel Jones.
- Peter Haworth como Arnim Zola.
- Scott Heindl como Werner von Strucker.
- Adrian Hughes como Clay Quartermain.
- Campbell Lane como Barón Wolfgang von Strucker.
- Terry David Mulligan como El Presidente.

## Diferencias con el cómic
Las diferencias entre el cómic y la película incluyen a HYDRA apareciendo con trajes negros al estilo Men In Black, en lugar del uniforme verde de los cómics. Andreas no aparecerá, pero Andrea tenía un hermano menor llamado Werner (en los cómics, los gemelos tenían un medio-hermano mayor llamado Werner). Los dos no tenían poderes mutantes aparentes. Víbora fue el nombre en código de Andrea. Peter Haworth aparece como el Dr. Arnim Zola, un viejo químico de HYDRA responsable de la creación del virus de la Cabeza de la Muerte. El cuerpo del Barón Strucker aparece congelado en una cámara. En la escena final de la película es traído de nuevo a la vida. En los cómics, Dugan tiene el pelo rojo, bigote y un sombrero bombín. Ninguno está presente en la película. En esta película, el personaje de Gabe Jones se combinó con Sidney (El Tío) Levine quien fue el científico SHIELD en los cómics.

## Recepción
La película recibió una recepción mixta.

## Estreno en medios de comunicación domésticos
Nick Fury: Agente de S.H.I.E.L.D. fue lanzado en DVD el 30 de septiembre de 2008 en exclusiva en las tiendas Best Buy.